# Psilocybe aucklandiae
Psilocybe aucklandiae är en svampart som beskrevs av Guzmán, C.C. King & Bandala 1991. Psilocybe aucklandiae ingår i släktet slätskivlingar och familjen Strophariaceae.   Inga underarter finns listade i Catalogue of Life.

## Källor

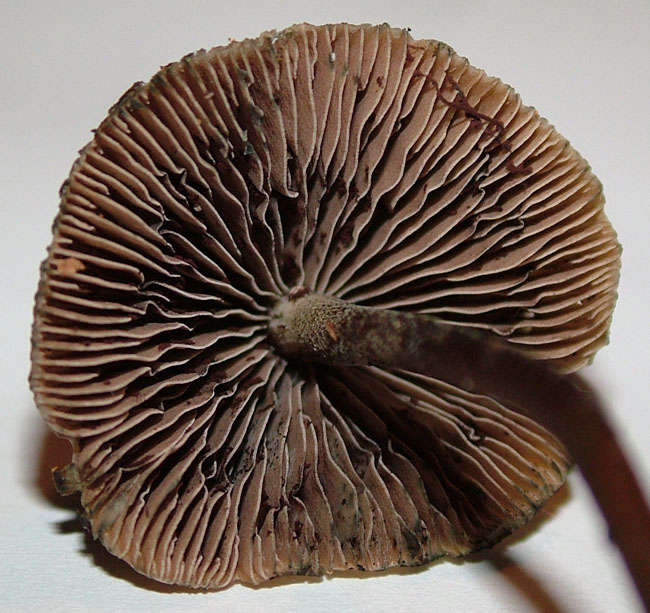